# Edwardsiana severtsovi
Edwardsiana severtsovi är en insektsart som beskrevs av Aleksey A. Zachvatkin 1948. Edwardsiana severtsovi ingår i släktet Edwardsiana och familjen dvärgstritar. Inga underarter finns listade i Catalogue of Life.